# Guet-apens (film, 1972)
Pour les articles homonymes, voir Guet-apens.
Pour plus de détails, voir Fiche technique et Distribution.
Guet-apens (The Getaway) est un film américain réalisé par Sam Peckinpah et sorti en 1972. Il s'agit d'une adaptation du roman éponyme de Jim Thompson publié en 1958 aux États-Unis. C'est Steve McQueen qui incarne Doc McCoy, le personnage principal du film.
S'il rencontre des critiques plutôt négatives dans la presse à sa sortie, le film est un succès au box-office. Les critiques évolueront et finiront par réhabiliter le film au fil du temps.

## Synopsis
Carter “Doc” McCoy purge une peine de 10 ans dans un pénitencier du Texas pour vol à main armée. Quatre ans après le début de son incarcération, il se voit refuser la libération conditionnelle. Alors que sa femme Carol lui rend visite, il l'implore de passer un accord avec Jack Beynon, un homme d'affaires corrompu de San Antonio. Ce dernier use de son influence et obtient rapidement la libération de Doc. Mais en contrepartie, ce dernier doit participer à un braquage de banque avec deux hommes de main de Beynon, Rudy Butler et Frank Jackson, aidé par sa femme Carol. Le vol se déroule comme prévu jusqu'à ce que Frank tue un agent de sécurité.
Une fois le braquage commis, Rudy tue Frank. Peu après, il tente de tuer Doc mais ce dernier parvient à lui tirer dessus en premier et le laisse pour mort. McCoy s'aperçoit ensuite que Benyon veut le faire supprimer. Lors d'un face-à-face avec lui, Carol tire sur Benyon et le couple prend la fuite avec le butin. Toujours vivant, Rudy veut la peau de Doc et se lance à la poursuite du couple jusqu'à la frontière mexicaine.

## Fiche technique
Sauf indication contraire, les informations mentionnées dans cette section peuvent être confirmées par la base de données cinématographiques IMDb,  présente dans la section « Liens externes ».
- Titre : Guet-apens
- Titre original : The Getaway
- Réalisation : Sam Peckinpah
- Scénario : Walter Hill, d'après le roman Le Lien conjugal (The Getaway) de Jim Thompson
- Photographie : Lucien Ballard
- Son : Richard Portman
- Montage : Robert L. Wolfe (en)
  - Consultant : Roger Spottiswoode
- Direction artistique : Angelo P. Graham et Ted Haworth
- Décors : George R. Nelson
- Musique : Quincy Jones
- Production : David Foster et Mitchell Brower
- Sociétés de production : Solar Productions, Foster-Brower Productions et First Artists
- Société de distribution : National General Pictures (en)
- Pays de production :  États-Unis
- Langues originales : anglais, espagnol
- Genre : Action et thriller
- Durée : 122 minutes
- Format : Couleurs (Technicolor) - 2.35 : 1 - 35 mm - son monophonique
- Dates de sortie :
  - États-Unis : 19 décembre 1972
  - Canada : 22 décembre 1972
  - France : 25 janvier 1973
  - Belgique : 7 septembre 1973
- Affiche : René Ferracci (France)

## Distribution
- Steve McQueen (VF : Jacques Thébault) : Carter « Doc » McCoy
- Ali MacGraw (VF : Anne Rochant) : Carol McCoy
- Ben Johnson (VF : Claude Bertrand) : Jack Benyon
- Sally Struthers (VF : Laurence Badie) : Fran Clinton
- Al Lettieri (VF : Henry Djanik) : Rudy Butler
- Slim Pickens (VF : Henri Virlojeux) : le vieux cow-boy
- Richard Bright (VF : Albert Augier) : le voleur
- Jack Dodson (en) : Harold Clinton
- Dub Taylor (VF : Henri Labussière) : Laughlin
- Bo Hopkins (VF : Jean-Pierre Duclos) : Frank Jackson
- Roy Jenson (VF : Jean Berger) : Cully
- O. S. Savage (VF : Raoul Delfosse) : le chef de la police
- Dick Crockett (en) : le garde de la banque
- Tommy Bush (en) : l'assistant du vieux cowboy
- Hal Smith (VF : Jacques Deschamps) : l'annonceur radio (voix, non crédité)

Source et légende : Version française (VF) sur Voxofilm

## Production

### Genèse et développement
Alors que Steve McQueen tourne Le Mans (1971), le producteur David Foster acquiert les droits du roman de Jim Thompson. Il envoie en urgence une copie du roman à l'acteur qui est séduit par le rôle de Doc McCoy. À la recherche d'un réalisateur, David Foster imagine Peter Bogdanovich,. Son agent, Jeff Berg, organise alors une projection privée de son dernier long métrage, La Dernière Séance (1971). David Foster et Steve McQueen sont satisfaits et l'engagent. Cependant, la Warner Bros. vient de lui proposer de mettre en scène On s'fait la valise, docteur ? (1972), dont la production doit commencer rapidement. Alors que Peter Bogdanovich veut réaliser les deux films, le studio refuse. Furieux, Steve McQueen décide de chercher un autre réalisateur. Satisfait de son expérience lors du tournage de Junior Bonner, le dernier bagarreur (1972), il décide de faire appel à Sam Peckinpah, malgré l'échec commercial de ce dernier. Tout comme l'acteur, Sam Peckinpah a alors besoin de renouer avec le succès. De plus, le cinéaste avait déjà lu le roman original et avait voulu l'adapter au début de sa carrière .
À cette époque, Sam Peckinpah tente de monter son projet L'Empereur du Nord. Il a alors un accord avec Robert Evans de Paramount Pictures pour faire ce film s'il réalisé également Guet-apens. Finalement un conflit financier avec les producteurs provoque le départ de la Paramount. Le film est finalement développé avec First Artists (en).

### Écriture
Pour l'écriture du script, Steve McQueen et David Foster engagent l'écrivain Jim Thompson pour adapter son propre roman. Il travaille pendant environ quatre mois et procède à plusieurs changements par rapport à son œuvre originale. Son script inclut notamment une fin surréaliste à El Rey, ville mexicaine fictive remplie de criminels. Steve McQueen n'est pas satisfait de cette fin qu'il juge déprimante et fait engager le jeune Walter Hill,. Il est recommandé par Polly Platt (en), épouse de Peter Bogdanovich, qui avait été séduite par son travail sur le film Requiem pour des gangsters (1972). Walter Hill est engagé alors que Peter Bogdanovich souhaite en faire un thriller à la manière d'Alfred Hitchcock. Alors qu'il a écrit une vingtaine de pages, Steve McQueen renvoie le réalisateur. Walter Hill achève son script en six semaines, alors que Sam Peckinpah est engagé pour réaliser le film.
Sam Peckinpah lit l'ébauche de Walter Hill et demande quelques modifications. Le scénario raconte « Nous l'avons rendu intemporel et avons ajouté un peu plus d'action. ». Walter Hill déclare à propos du roman :

« Le roman de Thompson est étrange et paranoïaque, il a cette fin fabuleuse dans une ville imaginaire du Mexique, des criminels qui ont acheté leur liberté en vivant dans ce royaume. C'est un livre étrange. C'est écrit dans les années 50, ça se passe dans les années 50, mais c'est vraiment une histoire des années 30. Je ne pensais pas que si vous adaptiez fidèlement le roman, le film serait réalisé, ou que McQueen obtiendrait le rôle. Il y avait une nature brutale chez Doc McCoy qui était dans le livre que je pensais que vous n'allez pas pouvoir aller aussi loin et faire le film. Je me suis retrouvé dans cette position étrange, essayant de la rendre moins violente »

— Walter Hill

### Attribution des rôles
Lorsque Peter Bogdanovich était lié au film comme réalisateur, sa petite amie de l'époque Cybill Shepherd était pressentie pour le rôle de Carol McCoy. Le réalisateur voulait l'associer à Ryan O'Neal
À son arrivée sur le film, Sam Peckinpah souhaite engager Stella Stevens qu'il a dirigée dans Un nommé Cable Hogue (1970). Il pense également à Angie Dickinson et Dyan Cannon comme possibles alternatives. Le producteur David Foster suggère Ali MacGraw, actrice en vogue après le succès récent de Love Story (1970). Elle est alors mariée au producteur Robert Evans qui veut lui éviter d'être cataloguée dans les rôles sexy. David Foster explique que l'actrice avait peur de Steve McQueen et Sam Peckinpah et de leur réputation de « sauvages, à deux poings, buveurs de bière. ». Finalement, le courant passe très bien entre les deux acteurs.
Sam Peckinpah voulait Jack Palance pour incarner Rudy Butler mais il demandait un salaire trop élevé. Après l'avoir vu dans Panique à Needle Park (1971), le scénariste Walter Hill recommande Richard Bright L'acteur avait travaillé avec Steve McQueen quelques années auparavant, mais il n'avait pas le physique menaçant que McQueen voulait pour le rôle de Butler. Par amitié pour Richard Bright, Sam Peckinpah lui offre le petit rôle d'un escroc. Albert S. Ruddy suggère alors à Sam Peckinpah de choisir Al Lettieri, qui a joué dans Le Parrain (1972).

### Tournage

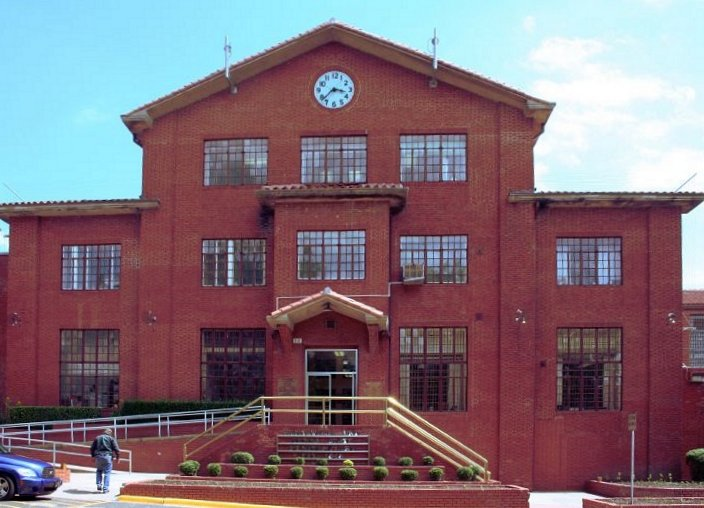
Le pénitencier de Huntsville

Le tournage débute à Huntsville au Texas le 7 février 1972. Les scènes à la prison sont filmées au pénitencier de Huntsville. Les prises de vues se déroulent également dans d'autres villes texanes comme San Marcos, San Antonio  et El Paso,.
Le tournage est marqué par le début de la relation amoureuse entre Steven McQueen et Ali MacGraw. Elle quitte alors le producteur Robert Evans. Producteur de Guet-apens, David Foster voit d'un mauvais œil cette relation et l'impact négatif qu'elle pourrait avoir sur le reste du tournage. Par ailleurs, l'alcoolisme de Sam Peckinpah prend des proportions importantes lors du tournage. Il aurait déclaré « Je ne peux pas diriger quand je suis sobre. » Le metteur en scène aura également plusieurs disputes avec son acteur principal : « Steve et moi avions discuté d'un point sur lequel nous n'étions pas d'accord, alors il a ramassé cette bouteille de champagne et me l'a jetée. Je l'ai vue venir et j'ai esquivé. Et Steve a juste ri. » De plus, Sam Peckinpah sera très frustré que Steve McQueen ait obtenu le privilège du final cut auprès du distributeur First Artists.

### Musique
Jerry Fielding, collaborateur de longue date de Sam Peckinpah, est initialement engagé pour composer la musique du film. Cependant, après une projection test, Steve McQueen n'est pas satisfait du résultat et pousse pour faire engager Quincy Jones,. Ce dernier se tourne vers un style plus jazzy et fait appel à l'harmoniciste Toots Thielemans et au chanteur Don Elliott. Sam Peckinpah sera très mécontent de ce changement de compositeur et le faire savoir dans une pleine page parue dans Daily Variety le 17 novembre 1972 dans laquelle il remercie Jerry Fielding pour son travail. Ils collaboreront à nouveau à deux reprises, pour Apportez-moi la tête d'Alfredo Garcia (1974) et Tueur d'élite (1975). Quant à Quincy Jones, il recevra une nomination au Golden Globe de la meilleure musique de film.

## Sortie et accueil

### Critique
Les critiques sont initialement négatives envers le film. Vincent Canby du New York Times décrit un film « sans but. » Dans le Chicago Sun-Times, Roger Ebert le note 2 sur 4 et écrit notamment que l'histoire était artificielle comme « un gros jouet mécanique brillant et impersonnel. » Pauline Kael déclaré que la relation à l'écran entre McQueen et MacGraw laisse beaucoup à désirer. Avec le recul, la célèbre critique du New Yorker qualifié Ali MacGraw d'actrice bien pire que Candice Bergen. Jay Cocks du Time pense que SAm Peckinpah « pousse trop loin ses privilèges » même s'il voit dans le film « un travail d'artisan compétent ». Kathleen Carroll du New York Daily News dénonce un film « trop violent et vulgaire. »
Dans Chicago Tribune, Gene Siskel donne la note de 3,5/4 et compare le film à Bonnie et Clyde (1967). Stanley Kauffmann (en) du magazine The New Republic écrit « McGraw est zéro, alors elle nous fait la questionner tout le temps. En dehors de cet (immense) défaut de casting, l'image est fracassante. »
Des années après la sortie, le film sera globalement réévalué par la critique et la presse spécialisée. Dennis Schwartz of Ozus' World Movie Reviews lui donne un B. Il souligne la qualité des scènes d'action et parle d'un « un thriller captivant (...) tourné dans le style violent et amoral bourré d'action excessive de Peckinpah. ». Newell Todd du site CHUD.com lui donne la note de 7⁄10 et précise que c'est « un film divertissant qui ne s'améliore qu'avec de l'action McQueen. » Casey Broadwater de Blu-ray.com décrit un « un thriller efficace qui joue avec et contre certaines des marques stylistiques bien notées de [Peckinpah] (...) un film de braquage romantique bien construit. ».
Sur l’agrégateur de critiques Rotten Tomatoes, il obtient 86% d'avis favorables pour 22 critiques et une note moyenne de 6,9⁄10. Le consensus suivant résume les critiques compilées par le site : « The Getaway voit Sam Peckinpah et Steve McQueen, les rois de la violence et du cool, travailler à plein régime ». Le site classe par ailleurs le film à la 47e places des 75 meilleurs films de casse de tous les temps. Sur Metacritic, il obtient une note moyenne de 55⁄100 pour 8 critiques.
En 2010, The Playlist classe le film dans sa liste des 25 meilleurs films de braquage de tous les temps et évoque « un film d'action solide et direct qui est toujours amusant de se promener au milieu de la télévision de fin de soirée. »

### Box-office
Le film est l'un des gros succès commerciaux de 1972. Fin 1973, il totalise 18 943 592 $ au box-office. Il totalise plus de 36 millions de dollars rien qu'aux États-Unis. En France, le film enregistre 1,3 million d'entrées.

## Distinctions
(en) Récompenses pour Guet-apens sur l’Internet Movie Database

### Récompense
- Motion Picture Sound Editors Awards 1973 : meilleur montage sonore

### Nominations
- Golden Globes 1973 : meilleure musique de film pour Quincy Jones

## Clin d’œil
La station de radio dans le restaurant s'appelle WHIL, une référence au scénariste du film Walter Hill.